# Silvia De Grasse
Silvia De Grasse (* 28. Oktober 1922 in Panama-Stadt; † 14. Mai 1978 in San Juan) war eine panamaische Sängerin.
De Grasse nahm im Alter von vierzehn Jahren ihr erstes Album mit Titeln wie La Guajira, La Morena Tumba Hombre und Hagan Ruedas auf. In der Folgezeit hatte sie zahlreiche Auftritte in Musikcentern und im Rundfunk von Panama. Ihr besonderes Interesse galt der Tamborera, einer auf Ricardo Fábrega zurückgehenden Musikrichtung in Panama, und sie wurde als „La Reina de la Tamborera“ bekannt.
1942 heiratete sie den puerto-ricanischen Musiker Negrito Chapuseaux. Mit diesem und Simmón Damirón gründete sie ein Trio, das ab 1945 zwei Jahre lang erfolgreich in Santo Domingo auftrat. 1947 reisten die drei Musiker nach New York City, von wo aus sie Auftritte u. a. in Las Vegas, New Jersey und vielen Städten der USA, Lateinamerikas und Europas absolvierten. Bei ihren Tourneen trat De Grasse auch mit Musikern wie Sammy Davis, Louis Armstrong, Benny Moré und Pedro Vargas auf. Bei ihrer Rückkehr nach Panama wurden ihr in Anerkennung ihrer internationalen Erfolge die Schlüssel der Stadt Panama überreicht.